# I Am Kloot

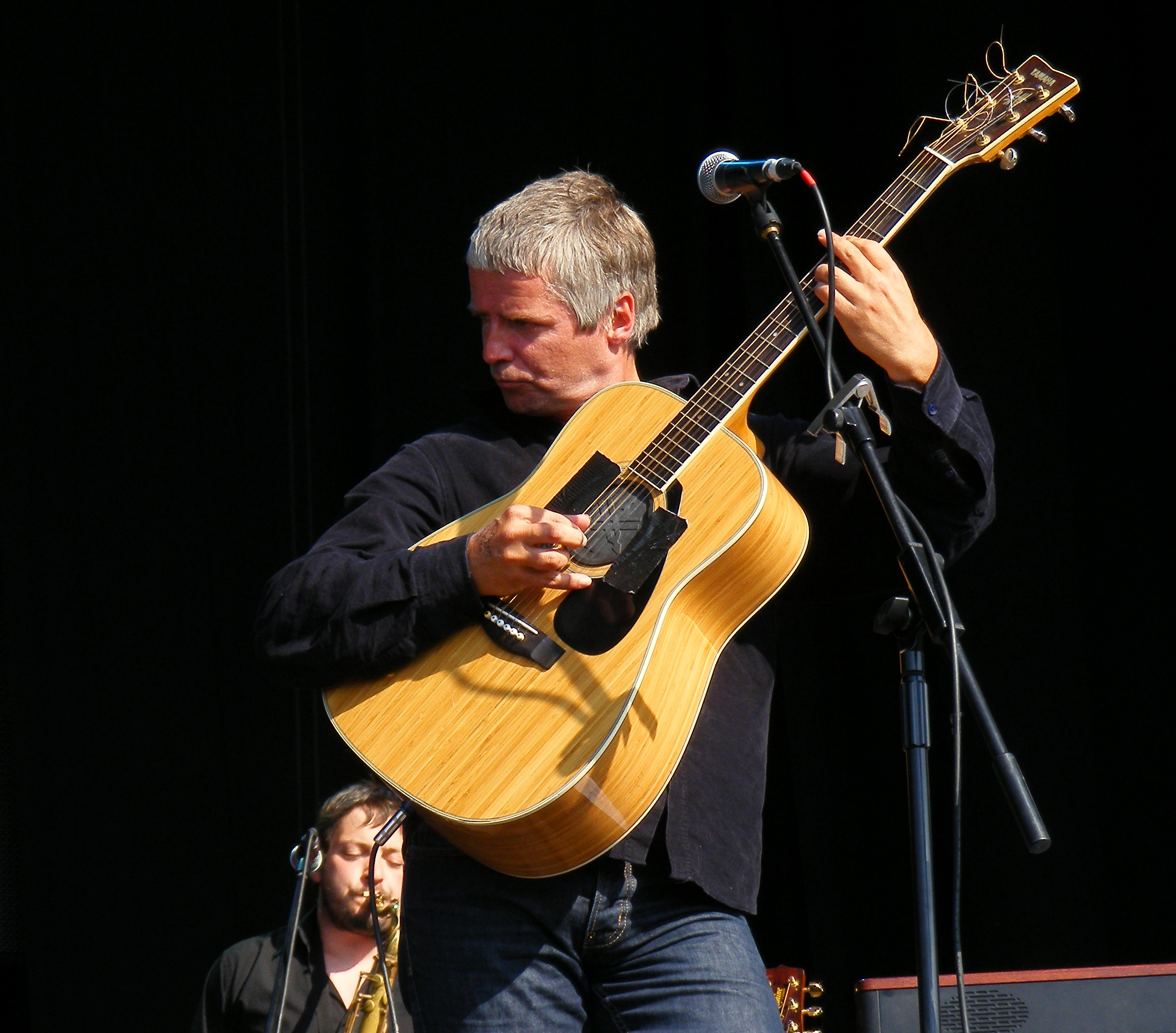
John Bramwell na koncercie w lipcu 2011

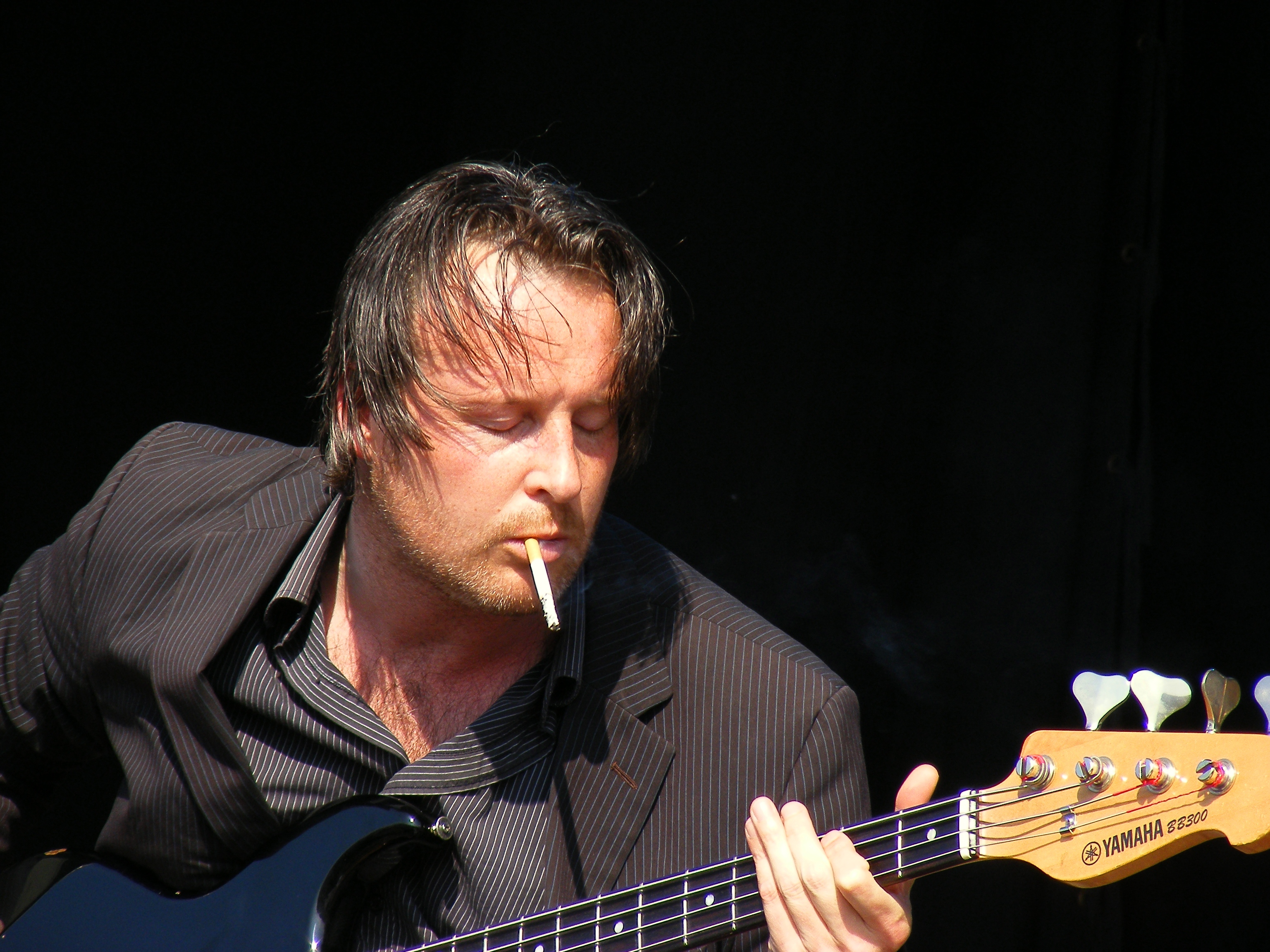
Peter Jobson na koncercie w lipcu 2011

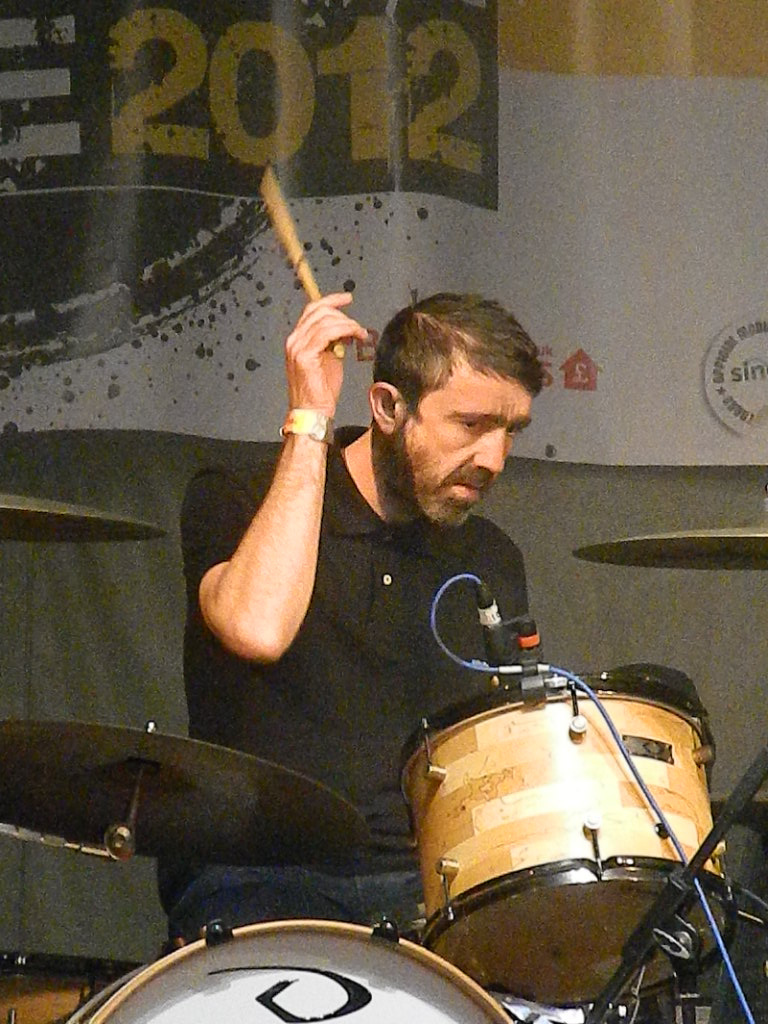
Andy Hargreaves na koncercie we wrześniu 2012

I Am Kloot – angielska grupa muzyczna założona w 1999 w Manchesterze. Twórczość zespołu oscyluje w granicach indie rocka, folk rocka, rocka alternatywnego oraz piosenki poetyckiej.
I Am Kloot tworzyli:
- John Harold Arnold Bramwell – teksty, śpiew, gitary
- Andy Hargreaves – instrumenty perkusyjne
- Peter Jobson – gitara basowa (także w technice bottleneck), fortepian, organy

Warstwę muzyczną I Am Kloot cechuje nastrój melancholijny, romantyczny, na starszych albumach czasem również agresywny i mroczny. W podobnej atmosferze utrzymane są teksty piosenek, nierzadko okraszone ironią (oraz autoironią) jak i czarnym humorem. Magazyn New Musical Express określił je – w 2001 roku, odnosząc się do debiutanckiego albumu grupy – jako poetyckie, szczere i prowokujące, a ich autora, Johna Bramwella, nazwał mistrzem metafor i postawił obok takich twórców jak Morrissey i Stuart Murdoch. Wokalista I Am Kloot posiada niepospolity, wyrazisty głos. Grupa została nominowana w 2010 roku do nagrody Mercury Prize.
Nazwa zespołu jest nawiązaniem do dwóch filmów: Klute (1971, reż. Alan J. Pakula) oraz Spartakus (1960, reż. Stanley Kubrick), z którego do historii kina przeszła scena, w której tytułowy bohater wydaje okrzyk „Ja jestem Spartakusem!” (ang. I am Spartacus!), wybierając w tym samym śmierć zamiast zdrady.

## Historia

### The Mouth
We wczesnych latach 90. John Bramwell występował wraz z Bryanem Glancym w grupie The Mouth. Glancy (ur. 1966, zm. 2006) był manchesterskim muzykiem (gitarzystą, wokalistą i autorem piosenek), dobrze znanym w tamtejszym środowisku muzycznym. Po jego śmierci grupa I Am Kloot zadedykowała mu album I Am Kloot Play Moolah Rouge, a grupa Elbow – The Seldom Seen Kid (więcej szczegółów w artykułach o poszczególnych albumach).
W latach 1997–1999 Bramwell pracował jako organizator koncertów w manchesterskim klubie Night & Day Café. Peter Jobson poznał się z nim, gdy szukał tam pracy.
Przez rok trio – John Bramwell, Andy Hargreaves i Peter Jobson – grało u boku Glancy'ego. Rola Johna ograniczała się przeważnie do gry na gitarze i śpiewania chórków.

### 1999–2001
Pierwsze próby grupy I Am Kloot odbywały się w piwnicy Petera. Muzycy musieli zachować ciszę, by nie przeszkadzać sąsiadom. Fakt ten sprawił, że grupa zaczęła grać lżejszą muzykę.
Swój pierwszy koncert zagrali 19 sierpnia 1999 roku we wspomnianym klubie Night & Day Café.
Produkcji debiutanckiego nagrania zespołu oraz poprzedzających i promujących go singli podjął się wieloletni znajomy Bramwella i Jobsona, Guy Garvey. Bryan Glancy zapoznał Garveya z Bramwellem jeszcze we wczesnych latach 90., gdy grali razem w The Mouth.
Pożyczki w wysokości 1000 funtów na wydanie pierwszego singla udzielił im Guy Lovelady – właściciel niezależnej manchesterskiej wytwórni Ugly Man Records. Płyty zostały wytłoczone na terenie byłej Czechosłowacji. Następnie, Peter Jobson z pomocą Johna Bramwella ręcznie nanieśli nadruki na okładki.
Na pierwszy singiel, wydany nakładem wytwórni Ugly Man Records, wybrano dwa utwory (tzw. podwójna strona A): „Titanic” oraz „To You”. Wydany został 1 listopada 1999 roku w Manchesterze, a na terenie całego kraju 15 grudnia 1999. Grupa I Am Kloot zaczęła zdobywać rozgłos m.in. za sprawą niecodziennych koncertów, podczas których muzykom zdarzało się obrzucić publiczność owocami czy też zaprosić na scenę grupę tancerek.
Kolejnym singlem, również wydanym przez Ugly Man Records, był „Twist”/„86 TV's”, który został wydany w Manchesterze 14 lutego (walentynki) 2000. Zespołem I Am Kloot zainteresowała się wytwórnia We Love You, będąca oddziałem londyńskiej niezależnej wytwórni Wall of Sound. 1 maja 2000, nakładem We Love You, singel „Twist”/„86 TV's” ukazał się na terenie całego kraju. Utwór „Twist” szybko został uznany za manchesterską klasykę. Z piosenką tą wiąże się także historia porozwieszanych przez zespół na terenie Manchesteru, pomazanych czerwoną farbą plakatów zawierających dwuznaczny cytat z piosenki „Twist” (There's blood on your legs, I love you – „Na twoich nogach jest krew, kocham cię”), które wywołały protesty niektórych mieszkańców.
19 marca 2000, na kompilacji We Love You... So Love Us Too (różni wykonawcy, wyd. We Love You), zamieszczono premierowy utwór pt. „Over My Shoulder”.
Swój pierwszy koncert poza granicami Wielkiej Brytanii zagrali 12 sierpnia 2000 na szwedzkim festiwalu muzycznym Emmaboda. Kolejny zagraniczny występ odbył się pół roku później, w walentynki 2001 roku, w paryskim La Boule Noire (jednakże zespół na swoich oficjalnych stronach podaje, że to on odbył się jako pierwszy).
26 lutego 2001 wytwórnia We Love You wydała singiel „Dark Star”, a miesiąc później – 26 marca, pierwszą płytę długogrającą, zatytułowaną Natural History. Album wywołał zachwyt krytyków. Johna Bramwella uznano za jednego z ciekawszych autorów swojego pokolenia, a cały zespół prasa zaklasyfikowała do nurtu New Acoustic Movement.
Zaledwie kilka tygodni po premierze Natural History, wytwórnia We Love You popadła w kłopoty finansowe, przez co na pewien czas sprzedaż albumu na terenie Wielkiej Brytanii została wstrzymana. 25 czerwca 2001 roku został wydany singel „Morning Rain”.

### 2002–2005
Później grupa związała się z wytwórnią The Echo Label, nakładem której, 15 września 2003 roku ukazał się ich drugi album studyjny, zatytułowany I Am Kloot.
Zespół chciał, by jednym z singli promujących płytę był utwór „Proof” (którego wersja demo wydana została wcześniej jako strona B singla „Morning Rain”), jednak decyzją wytwórni singel udostępniono jedynie jako digital download (wyd. 21 czerwca 2004 roku). W teledysku do tego utworu, wyreżyserowanym przez Krishnę Stotta, wystąpił Christopher Eccleston. Wideoklip osiągnął popularność m.in. na kanale MTV2, ze względu na nietypowy charakter ujęć – widać w nim tylko ramiona oraz twarz Ecclestona, której wyraz przechodzi stopniowo od smutku do szerokiego uśmiechu. Singel, a także teledysk, były dostępne na stronie internetowej zespołu oraz wytwórni Echo. W teledysku do singla „3 Feet Tall” (2003), również promującego album I Am Kloot, wystąpiła żeńska grupa taneczna El Troupe.
Recenzje płyty I Am Kloot były entuzjastyczne, a grupę określono mianem „alternatywnych geniuszy”. Zespół został nazwany przez dziennik The Sun „najlepiej skrywanym sekretem brytyjskiej muzyki niezależnej”. Było to spowodowane tym, że grupa zdobyła niewspółmiernie małą popularność w stosunku do entuzjazmu, jaki wzbudziła wśród krytyków muzycznych, o czym świadczy chociażby opinia Time Out: „jeśli aplauzy krytyki zmienić by w sprzedane egzemplarze albumów, I Am Kloot byliby wożeni w karocach zrobionych ze złotych płyt”.
Pomimo tego niedocenienia, grupa I Am Kloot stała się rozpoznawana jako zespół grający emocjonujące, poruszające koncerty. Publiczność bywała zaskoczona siłą brzmienia tego tria, a regularne koncertowanie pozwoliło im na zbudowanie silnej grupy oddanych fanów.
25 stycznia 2005 płyta I Am Kloot została pierwszym albumem tego zespołu wydanym w Stanach Zjednoczonych. W marcu 2005 I Am Kloot odbyli swoją pierwszą trasę koncertową po tym kraju.
Data wydania trzeciego albumu studyjnego, Gods and Monsters, to 11 kwietnia 2005. Nagrania miały miejsce w Moolah Rouge Studios w Stockport. Na płycie znalazł się, wspomniany wyżej, utwór „Over My Shoulder” i został wydany 21 marca 2005 roku jako singiel promujący album. Planowano by kolejnym singlem stał się utwór zamykający album („I Believe”), lecz wytwórnia Echo, podobnie jak w przypadku „Proof”, ograniczyła jego wydanie do formy internetowej. Zespół postanowił opuścić wytwórnię uzasadniając to posunięcie brakiem finansowego wsparcia ze strony Echo. Firma Echo wciąż posiada prawa autorskie do płyty grupy I Am Kloot wydanych do tamtego czasu, co utrudnia próby wznowienia ich wydań.
Po zerwaniu współpracy z wydawnictwem Echo, zespół związał się ze Skinny Dog Records – wytwórnią, do której założycieli należą m.in. Peter Jobson i Guy Garvey. 21 listopada 2005 roku, nakładem tejże wytwórni, został wydany singiel „Maybe I Should”, na którego stronie B znalazł się utwór „Strange Little Girl”. Za produkcję odpowiadali dwaj członkowie grupy Elbow – Guy Garvey i Craig Potter.

### 2006–2008
30 października 2006 roku do sprzedaży trafił album pt. BBC Radio 1 John Peel Sessions, zawierający nagrania zarejestrowane w dwóch sesjach na potrzeby audycji Johna Peela. Pierwszą sesję nagrano 18 lipca 2001, drugą zaś 5 lutego 2004 roku (wyemitowano ją 11 marca 2004).
W późniejszych latach John Bramwell będzie wspominał rok 2006 jako wyjątkowo trudny dla zespołu, zmagającego się w tamtym czasie z problemami finansowymi (po ww. rozstaniu z Echo). Członkowie I Am Kloot dysponowali mocno ograniczonymi funduszami na nagranie kolejnego albumu studyjnego. Płyta, zatytułowana I Am Kloot Play Moolah Rouge, miała swoją prapremierę jesienią 2007 roku. Była wówczas dostępna jedynie jako edycja limitowana do 2 tys. sztuk, a jej sprzedaż odbywała się wyłącznie na koncertach zespołu od 24 listopada 2007 roku. Oficjalnego wydania album doczekał się po kilku miesiącach, 14 kwietnia 2008 roku. Sesja nagraniowa odbyła się, jak w przypadku albumu Gods and Monsters, w Moolah Rouge Studios i trwała zaledwie dwa dni. Prowadzący studio bracia: Norman (który wcześniej zagrał w dwóch utworach na albumie Gods and Monsters) i Colin McLeod, wzięli udział w tworzeniu albumu jako współproducenci muzyczni, a także jako muzycy. Zagrali oni również jako muzycy gościnni na trasie koncertowej promującej ten album. Z kolei John Bramwell i Peter Jobson wystąpili gościnnie na albumie Rise up & be thankful! (2008) grupy Bigfinn, do której należą m.in. bracia McLeod.

### 2009–2011
Jesienią 2009 roku wydania doczekała się 2-płytowa kompilacja pod tytułem B, zawierająca strony B singli, rzadkie oraz wcześniej niepublikowane utwory. Od 16 września 2009 album dostępny jest podczas koncertów zespołu, a od 5 października 2009 także za pośrednictwem Townsend Records. „Oficjalnie” album ukazał się 2 listopada 2009
W 2009 roku zespół rozpoczął również rozmowy z Ianem McAndrew – dyrektorem generalnym i założycielem Wildlife Entertainment Ltd (wiodąca na rynku brytyjskim firma zajmująca się managementem artystów), menedżerem grupy Arctic Monkeys oraz Milesa Kane'a. Ian McAndrew pomógł grupie I Am Kloot założyć własną wytwórnię o nazwie Shepherd Moon, co z kolei zaowocowało współpracą z niedawno powstałym EMI Label Services.
8 maja 2010 grupa I Am Kloot wzięła udział w nagrywaniu albumu koncertowego The Day of the Idiot, na który złożyły się covery utworów z płyty The Idiot Iggy'ego Popa. Wydarzenie to miało miejsce w The Heritage Centre w Macclesfield, w ramach Un-convention Factory. I Am Kloot wykonali utwór „Nightclubbing”. Pozostałe grupy biorące udział w wydarzeniu to: Reverend Soundsystem, Young Fathers, Gallops, The Virginmarys, Louis Barabbas & The Bedlam Six, New Education oraz The Whip. Album udostępniono do odsłuchu na portalu SoundCloud.
1 czerwca 2010 miała miejsce internetowa premiera singla „Northern Skies”/„Lately”. Promował on kolejny album grupy, zatytułowany Sky at Night, wydany 5 lipca 2010 nakładem wspomnianej wytwórni Shepherd Moon. Tak jak w przypadku singla „Maybe I Should”, produkcją zajęli się Guy Garvey i Craig Potter. W teledysku do utworu „Northern Skies”, obok zespołu I Am Kloot, wystąpił ponownie Christopher Eccleston.
11 lipca 2010 płyta Sky at Night zadebiutowała na 24 miejscu notowania tygodniowego UK Albums Chart. 20 lipca 2010 znalazła się na liście albumów nominowanych do Mercury Prize 2010. Nominacja ta przyczyniła się do zwiększenia popularności grupy w Europie, a zwłaszcza w Wielkiej Brytanii.
W porównaniu do poprzednich dokonań I Am Kloot, płyta Sky at Night okazała się zdecydowanie mniej rockowa, najbardziej spójna, z położonym większym naciskiem na dopracowanie produkcyjne. Jest przy tym bogata brzmieniowo, z teatralnymi aranżacjami oraz gościnnym udziałem różnych muzyków. Na albumie Sky at Night zamieszczono m.in. nową wersję utworu „Proof”, która to 6 września 2010 została drugim singlem promującym wydawnictwo. Do jego promocji wykorzystano teledysk z 2003 roku, podkładając pod niego nowe nagranie. Na kolejny singel wybrano utwór „Fingerprints”, którego premiera odbyła się 5 listopada 2010 w serwisie internetowym iTunes.
19 stycznia 2011, w Buxton Opera House (znajdującym się w Buxton w hrabstwie Derbyshire), I Am Kloot zagrali swój pierwszy koncert dla siedzącej publiczności. W lutym 2011 zagrali po raz pierwszy w Australii.

### 2012–2016
W 2012 roku grupa I Am Kloot ofiarowała specjalną wersję piosenki „Bigger Wheels” na kompilację Thirty One. Album ukazał się 12 marca 2012 nakładem The Factory Foundation na potrzeby akcji charytatywnej CALM: Campaign Against Living Miserably. Campaign Against Living Miserably, czyli „kampania przeciwko życiu w rozpaczy”, poświęcona jest zwalczaniu wysokiego współczynnika samobójstw wśród młodych mężczyzn w Wielkiej Brytanii. Na kompilację złożyły się nagrania manchesterskich artystów, w tym m.in. grupy Elbow, Noel Gallagher's High Flying Birds, Everything Everything czy The Whip.
Jesienią 2012 rozpoczęła się promocja szóstego studyjnego albumu grupy I Am Kloot, zatytułowanego Let It All In. 1 października 2012 odbyła się radiowa premiera piosenki „Hold Back the Night” oraz premiera teledysku do niej. Singel „Hold Back the Night” został wydany w listopadzie 2012 w formie downloadu oraz na limitowanej ilości 7-calowych płyt gramofonowych. 26 listopada 2012 odbyła się premiera teledysku do utworu „These Days Are Mine”. W styczniu 2013 singel „These Days Are Mine” ukazał się jako download oraz w limitowanym nakładzie na 7-calowym winylu. Oficjalna data wydania albumu Let It All In to 21 stycznia 2013. 27 stycznia album zadebiutował na 10 miejscu notowania tygodniowego UK Albums Chart
8 lutego 2013 miał swoją premierę teledysk do piosenki „Some Better Day”, w którym w głównej roli wystąpił brytyjski aktor John Simm (Human Traffic, Życie na Marsie).
11 lutego 2013 grupa I Am Kloot wzięła udział w sesji 12 Hours to Please Me zorganizowanej w Abbey Road Studios przez BBC Radio 2 i upamiętniającej 50-lecie nagrania Please Please Me – debiutanckiego albumu grupy The Beatles. Tak jak The Beatles nagrali swój album 11 lutego 1963 w ciągu 12 godzin, tak zaproszeni 50 lat później do Abbey Road Studios artyści mieli tylko 12 godzin na nagranie swoich coverów. W wydarzeniu wzięli udział m.in. Joss Stone, Graham Coxon, Mick Hucknall, Gabrielle Aplin oraz grupa Stereophonics. I Am Kloot wykonali utwór „Chains”. 15 lutego 2013 telewizja BBC Four wyemitowała film The Beatles' Please Please Me: Remaking a Classic dokumentujący przebieg tej sesji.
22 maja 2014, na kanale BBC One swoją premierę miał miniserial telewizyjny From There to Here produkcji BBC, do którego grupa I Am Kloot skomponowała ścieżkę dźwiękową. Album z tą muzyką ukazał się 24 listopada 2014.
6 kwietnia 2015 swoją premierę miała płyta Fast Food brytyjskiej piosenkarki Nadine Shah. W nagrywaniu albumu wziął udział Peter Jobson (jako gitarzysta basowy). Nagrania odbywały się w londyńskim studiu The Pool pod okiem Bena Hilliera. Wcześniej, późną jesienią 2013, Jobson towarzyszył Shah jako basista podczas jej europejskiej trasy koncertowej.
13 kwietnia 2015, nakładem wytwórni Walk Tall Recordings/PIAS ukazał się pierwszy w dyskografii I Am Kloot album koncertowy, zatytułowany Hold Back the Night.
Ostatnie koncerty I Am Kloot miały miejsce w 2016 roku. W listopadzie 2017 w brytyjskim The Press ukazały się fragmenty wywiadu, w którym John Bramwell przyznał, że zespół zawiesił działalność.

## Fani
Miłośnikiem twórczości Johna Bramwella określa się m.in. Pete Doherty.
Guy Garvey wymienia wokalistę I Am Kloot jako jednego z artystów, którzy wywarli na niego największy wpływ.
Fanem grupy I Am Kloot jest również Danny Boyle. Umieścił on jeden z utworów zespołu na ścieżce dźwiękowej do filmu W stronę słońca (patrz: szczegóły). Reżyser poznał muzykę I Am Kloot dzięki swojej córce, która podczas studiów często chodziła na manchesterskie koncerty zespołu. Danny Boyle z kolei zapoznał z twórczością I Am Kloot Franka Cottrella Boyce'a – brytyjskiego scenarzystę i pisarza, który także stał się ich fanem. W 2010 roku, przed premierą płyty Sky at Night, Cottrell Boyce wystosował list otwarty, w którym zarekomendował album.
Z kolei Christopher Eccleston (Więzy miłości, Doktor Who), „zakochał się” w grupie I Am Kloot po obejrzeniu jednego z ich koncertów w manchesterskim klubie Night & Day Café we wrześniu 2003 roku. Aktor wystąpił w teledyskach do utworów „Proof” (2003) oraz „Northern Skies” (2010).
Inny brytyjski aktor będący fanem I Am Kloot to John Simm (Human Traffic, Życie na Marsie). W styczniu 2013 wziął on udział w nagrywaniu teledysku do singla „Some Better Day”.

## Koncerty w Polsce
Grupa wystąpiła w Polsce 9 listopada 2008 roku w katowickim Jazz Clubie Hipnoza, na Wieczorze Muzyki Alternatywnej, w ramach XVII Górnośląskiego Festiwalu Sztuki Kameralnej Ars Cameralis. Z zespołem zagrali bracia Colin i Norman McLeod. Przed I Am Kloot wystąpili kolejno Muariolanza oraz Whip (Jason Merritt, USA).
15 maja 2010 zespół wystąpił ponownie w Katowicach, w klubie muzycznym Cogitatur w ramach Katowice: Projekt Europa (inauguracja katowickich starań o tytuł Europejskiej Stolicy Kultury 2016). Bracia McLeod ponownie wspierali zespół – tym razem jako część 5-osobowego składu grupy Bigfinn, supportującej I Am Kloot.

## Dyskografia

### Albumy i single
| Tytuł albumu                                             | Rok        | Notowania (sprzedaż)                                 | Single | Single                                   | Single    |
| Tytuł albumu                                             | Rok        | Notowania (sprzedaż)                                 | Rok    | Tytuł                                    | Notowania |
| -------------------------------------------------------- | ---------- | ---------------------------------------------------- | ------ | ---------------------------------------- | --------- |
| Natural History (album studyjny)                         | 2001       | #119 UK                                              | 1999   | „Titanic”/„To You”                       |           |
| Natural History (album studyjny)                         | 2001       | #119 UK                                              | 2000   | „Twist”/„86 TV's”                        |           |
| Natural History (album studyjny)                         | 2001       | #119 UK                                              | 2001   | „Dark Star”                              | #90 UK    |
| Natural History (album studyjny)                         | 2001       | #119 UK                                              | 2001   | „Morning Rain”                           | #94 UK    |
| I Am Kloot (album studyjny)                              | 2003       | #68 UK                                               | 2003   | „Untitled #1”                            | #101 UK   |
| I Am Kloot (album studyjny)                              | 2003       | #68 UK                                               | 2003   | „Life in a Day”                          | #43 UK    |
| I Am Kloot (album studyjny)                              | 2003       | #68 UK                                               | 2003   | „3 Feet Tall”                            | #46 UK    |
| I Am Kloot (album studyjny)                              | 2003       | #68 UK                                               | 2004   | „From Your Favourite Sky”                |           |
| I Am Kloot (album studyjny)                              | 2003       | #68 UK                                               | 2004   | „Proof” (download)                       |           |
| Gods and Monsters (album studyjny)                       | 2005       | #74 UK #200 FR                                       | 2005   | „Over My Shoulder”                       | #38 UK    |
| Gods and Monsters (album studyjny)                       | 2005       | #74 UK #200 FR                                       | 2005   | „Gods and Monsters (Two Lone Swordsmen)” |           |
| Gods and Monsters (album studyjny)                       | 2005       | #74 UK #200 FR                                       | 2005   | „I Believe” (download)                   |           |
| –                                                        | –          | –                                                    | 2005   | „Maybe I Should”                         | #128 UK   |
| BBC Radio 1 John Peel Sessions (kompilacja)              | 2006       |                                                      | –      | –                                        | –         |
| I Am Kloot Play Moolah Rouge (album studyjny)            | 2007 /2008 | #74 NL                                               | 2008   | „Hey Little Bird”                        |           |
| B (kompilacja)                                           | 2009       |                                                      | –      | –                                        | –         |
| Sky at Night (album studyjny)                            | 2010       | #24 UK #51 NL #59 AUT #95 DEU                        | 2010   | „Northern Skies”/„Lately” (download)     |           |
| Sky at Night (album studyjny)                            | 2010       | #24 UK #51 NL #59 AUT #95 DEU                        | 2010   | „Proof” (download)                       |           |
| Sky at Night (album studyjny)                            | 2010       | #24 UK #51 NL #59 AUT #95 DEU                        | 2010   | „Fingerprints” (download)                |           |
| Let It All In (album studyjny)                           | 2013       | #10 UK #37 NL #45 AUT #49 DEU #61 BEL-VL #143 BEL-WA | 2012   | „Hold Back the Night”                    |           |
| Let It All In (album studyjny)                           | 2013       | #10 UK #37 NL #45 AUT #49 DEU #61 BEL-VL #143 BEL-WA | 2013   | „These Days Are Mine”                    |           |
| Let It All In (album studyjny)                           | 2013       | #10 UK #37 NL #45 AUT #49 DEU #61 BEL-VL #143 BEL-WA | 2013   | „Some Better Day”                        | – (promo) |
| From There to Here (ścieżka dźwiękowa do miniserialu tv) | 2014       |                                                      |        |                                          |           |
| Hold Back the Night (album koncertowy)                   | 2015       |                                                      |        |                                          |           |

## Wideografia

### Utwory wykorzystane na ścieżkach dźwiękowych
Utwory I Am Kloot wykorzystano w m.in. następujących produkcjach:
| Tytuł produkcji                                                               | Typ produkcji                         | Data premiery             | Wykorzystane utwory           | Uwagi |
| ----------------------------------------------------------------------------- | ------------------------------------- | ------------------------- | ----------------------------- | --- |
| First Broadcast                                                               | dokument sportowy (film deskorolkowy) | 2001                      | „To You”                      | First Broadcast to wydawnictwo poświęcone skateboardingowi, wydane przez Blueprint Skateboards. Składa się na nie kilkanaście krótkich filmów deskorolkowowych. „To You” stanowi ścieżkę dźwiękową do jednego z nich. |
| Nauczyciele 2 (Teachers 2)                                                    | odcinek serialu telewizyjnego         | 2002                      | „To You”                      | Druga seria brytyjskiego sitcomu. Utwór „To You” znajduje się również na albumie ze ścieżką dźwiękową do niego (Teachers 2: Back to School, 2002).                                                                    |
| Nauczyciele 3 (Teachers 3)                                                    | odcinek serialu telewizyjnego         | 2003                      | „Bigger Wheels”               | Utwór „Bigger Wheels” znajduje się również na albumie ze ścieżką dźwiękową (Teachers 3: A New Term, 2002). |
| Życie na fali (The O.C.), seria 1, odcinek 18: The Truth                      | odcinek serialu telewizyjnego         | 14 lutego 2004(dts)       | „3 Feet Tall”                 | |
| Pogoda na miłość (One Tree Hill), seria 2, odcinek 7: Let the Reigns Go Loose | odcinek serialu telewizyjnego         | 2 listopada 2004(dts)     | „Proof”                       | |
| Król rzeki (The River King, reż. Nick Willing)                                | film fabularny                        | 19 września 2005(dts)     | „Life in a Day” (wersja live) | |
| Pogoda na miłość (One Tree Hill), seria 3, odcinek 11: Return of the Future   | odcinek serialu telewizyjnego         | 18 stycznia 2006(dts)     | „Over My Shoulder”            | |
| Śniegowe ciastko (Snow Cake, reż. Marc Evans)                                 | film fabularny                        | 8 września 2006(dts)      | „The Same Deep Water as Me”   | |
| Sześć stopni oddalenia (Six Degrees), seria 1, odcinek 3: A New Light         | odcinek serialu telewizyjnego         | 5 października 2006(dts)  | „Astray”                      | |
| Szukając miłości (Broken English, reż. Zoe R. Cassavetes)                     | film fabularny                        | 20 stycznia 2007(dts)     | „Loch”                        | „Loch” znajduje się również na albumie ze ścieżką dźwiękową (Broken English). |
| Droga donikąd (Gone, reż. Ringan Ledwidge)                                    | film fabularny                        | 21 lutego 2007(dts)       | „I Believe”                   | „I Believe” wykorzystano także w zwiastunie filmu. |
| W stronę słońca (Sunshine, reż. Danny Boyle)                                  | film fabularny                        | 23 marca 2007(dts)        | „Avenue of Hope”              | „Avenue of Hope” znajduje się również na albumie ze ścieżką dźwiękową (Sunshine: Music from the Motion Picture, 2008).                                                                                                |
| Karl Pilkington: Satisfied Fool (reż. Karl Pilkington)                        | dokument telewizyjny                  | 22 października 2007(dts) | „Proof”                       | Karl Pilkington: Satisfied Fool to krótkometrażowy dokument wyemitowany 22 października 2007 przez stację Channel 4 jako część serii Comedy Lab.                                                                      |
| Karl Pilkington: Satisfied Fool (reż. Karl Pilkington)                        | dokument telewizyjny                  | 22 października 2007(dts) | „3 Feet Tall”                 | Karl Pilkington: Satisfied Fool to krótkometrażowy dokument wyemitowany 22 października 2007 przez stację Channel 4 jako część serii Comedy Lab.                                                                      |
| Wszyscy mają się dobrze (Everybody's Fine, reż. Kirk Jones)                   | film fabularny                        | 3 listopada 2009(dts)     | „No Fear of Falling”          | Reżyser pragnął umieścić w filmie więcej utworów I Am Kloot, jednak nie zgodzili się na to producenci. Wiosną 2010 Kirk Jones nakręcił krótki film dokumentujący pobyt grupy I Am Kloot w Berlinie.                   |
| Married Single Other, odcinek 4: Chink                                        | odcinek serialu telewizyjnego         | 15 marca 2010(dts)        | „Bigger Wheels”               | Married Single Other to brytyjski sześcioodcinkowy telewizyjny serial obyczajowy. |
| Married Single Other, odcinek 6: Catnip                                       | odcinek serialu telewizyjnego         | 29 marca 2010(dts)        | „Because”                     | zob. odcinek 4 |
| Pogoda na miłość (One Tree Hill), seria 8, odcinek 3: The Space In Between    | odcinek serialu telewizyjnego         | 28 września 2010(dts)     | „I Still Do”                  | |
| Fast Track, odcinek pt. InFlight Entertainment                                | odcinek serialu telewizyjnego         | 1 października 2011(dts)  | „Fingerprints”                | Fast Track to cykliczny program informacyjny dla podróżnych, produkcji BBC World News. |
| Reflection (reż. Sharon Lock)                                                 | film krótkometrażowy                  | 2011                      | „I Still Do”                  | Reflection to animowany film krótkometrażowy produkcji nagrodzonego Oskarem studia Framestore i Inflammable Films. Utwór „I Still Do” stanowi tło całego filmu.                                                       |
| Monroe, seria 1, odcinek 1                                                    | odcinek serialu telewizyjnego         | 10 marca 2011(dts)        | „Radiation”                   | W tle otwierającej odcinek sceny operacji mózgu u dziecka. |
| Monroe, seria 2, odcinek 2                                                    | odcinek serialu telewizyjnego         | 8 października 2012(dts)  | „Same Shoes”                  | |
| Monroe, seria 2, odcinek 4                                                    | odcinek serialu telewizyjnego         | 22 października 2012(dts) | „I Still Do”                  | Jako ilustracja scen zamykających odcinek. |
| From There to Here (reż. James Strong)                                        | miniserial telewizyjny                | 22 maja 2014(dts)         |                               | Grupa I Am Kloot jest autorem ścieżki dźwiękowej. |

### Teledyski
| Tytuł                     | Reżyseria          | Rok  | Uwagi                                                                                    |
| ------------------------- | ------------------ | ---- | ---------------------------------------------------------------------------------------- |
| „Morning Rain”            | Caswell Coggins    | 2001 |                                                                                          |
| „Life in a Day”           | Krishna Stott      | 2003 |                                                                                          |
| „3 Feet Tall”             | Sam Brown          | 2003 | Produkcja: Flynn Productions. Teledysk z udziałem manchesterskiej grupy tanecznej Troupe |
| „Proof”                   | Krishna Stott      | 2003 | W teledysku wystąpił Christopher Eccleston                                               |
| „From Your Favourite Sky” | Krishna Stott      | 2004 |                                                                                          |
| „Over My Shoulder”        |                    | 2005 | Produkcja: Mocha Productions                                                             |
| „Northern Skies”          |                    | 2010 | Produkcja: Mocha Productions. W wideoklipie wystąpił Christopher Eccleston.              |
| „Hold Back the Night”     | Bentley & Stafford | 2012 | Produkcja: Gareth Thomas / HSI London                                                    |
| „These Days Are Mine”     |                    | 2012 |                                                                                          |
| „Some Better Day”         | Bentley & Stafford | 2013 | W teledysku wystąpił John Simm. Produkcja: Gareth Thomas / HSI London.                   |

### Wywiady i koncerty I Am Kloot
- dodatek DVD do limitowanej edycji albumu Gods and Monsters (2005) – zawiera fragmenty koncertu zarejestrowanego 12 października 2003 w manchesterskim klubie The Ritz, wybrane teledyski oraz wywiad z zespołem
- dodatek DVD do albumu I Am Kloot Play Moolah Rouge (2008) – zawiera wywiad z wokalistą zespołu (przeplatany fragmentami koncertów itp.) oraz specjalne wykonania piosenek „na żywo”, zarejestrowane w Moolah Rouge Studios
- I Am Kloot: Berlin (reż. Kirk Jones, 2010) – krótki film dokumentujący pobyt grupy I Am Kloot w Berlinie w marcu 2010[100]. Zawiera m.in. nagrania z koncertu I Am Kloot w klubie muzycznym Lido (26 marca 2010) oraz wypowiedzi członków zespołu na temat albumu Sky at Night[100].

### Z gościnnym udziałem członków grupy I Am Kloot
- Lola da Musica, odcinek pt. „New Acoustic Movement” (prod. 2001 VPRO, reż. Paula van den Elsen) – wyprodukowany przez holenderską telewizję VPRO dokument poświęcony nurtowi New Acoustic Movement. W filmie obok I Am Kloot zaprezentowano również zespoły Kings of Convenience i Turin Brakes[101][a].
- Music Made in Manchester (autor Paul Baskerville, reż. Nicola Graef, 2002) – francusko-niemiecki film dokumentalny na temat manchesterskiej sceny muzycznej. Składa się kolejno z wywiadów z: I Am Kloot, Peterem Hookiem, Ianem Brownem, Johnnym Marrem, grupą Haven, duetem Lamb, Peterem Turnerem i Guyem Garveyem z grupy Elbow, Damonem Goughem (pseudonim Badly Drawn Boy) oraz z muzykami grup Alfie i Doves. Dokument został zrealizowany dla Norddeutscher Rundfunk (NDR) we współpracy z francusko-niemiecką stacją Arte.
- Crimeface (reż. Krishna Stott; film interaktywny, produkcja internetowa z lat 2004-2007, nagrodzona główną nagrodą i nagrodą publiczności Webby Awards 2008 w kategorii „The Experimental Online Film and Video”[102]) – w motywie muzycznym filmu zagrał Andy Hargreaves oraz Keir Stewart (The Durutti Column, jeden z producentów muzycznych albumu I Am Kloot, odpowiedzialny za mastering I Am Kloot Play Moolah Rouge)[103][104]. Krishna Stott jest reżyserem współpracującym z grupą (wyreżyserował m.in. teledyski do „Life in a Day”, „From Your Favourite Sky” i „Proof”). Oprócz tego, w filmie pojawia się żeńska grupa El Troupe, która wystąpiła w teledysku do „3 Feet Tall” i towarzyszyła zespołowi na niektórych koncertach[103].
- Year Zero: The true story of Phase 4 (reż. Steve Manford, 2005) – brytyjski film z udziałem Johna Bramwella i Petera Jobsona[105][106]
- Manchester: Beyond Oasis (reż. Brett Gregory, 2012) – brytyjski film dokumentalny na temat manchesterskiej sceny muzycznej, zawiera m.in. wywiad z Peterem Jobsonem. Film dostępny jest bezpłatnie w Internecie od 29 czerwca 2012[107].
- The Beatles' Please Please Me: Remaking a Classic (2013) – film dokumentujący przebieg sesji 12 Hours to Please Me (zob. szczegóły wyżej)